# باتشيان
باتشيان هي قرية في محافظة قم، إيران. يقدر عدد سكانها بـ 385 نسمة بحسب إحصاء 2016.